# القارة (الرجم)

تعديل مصدري - تعديل

القارة هي إحدى قرى عزلة الروحاني بمديرية الرجم التابعة لمحافظة المحويت، بلغ تعداد سكانها 480 نسمة حسب تعداد اليمن لعام 2004.